# Takashi Hirano
Takashi Hirano (Shizuoka, 15 de julho de 1974) é um ex-futebolista japonês.

## Carreira

### 14 anos no futebol japonês
Harano permaneceu 14 anos no futebol de seu país; começou em 1993, ano da estreia da J. League, no Nagoya Grampus Eight. Foi neste clube que ele atingiu seu auge, disputando 213 partidas e marcando 43 gols.
Após deixar o Nagoya, sua carreira entrou em queda livre. Após passagens malsucedidas por Kyoto Sanga (5 jogos, um gol), Júbilo Iwata (3 jgos, um gol), Vissel Kobe(28 jogos, seis gols), Tokyo Verdy (53 jogos, 17 gols), Yokohama F. Marinos (nove jogos, nenhum gol), e Omiya Ardija (três jogos, nenhum gol), Harano assinou com o Vancouver Whitecaps, equipe canadense que disputa a Segunda Divisão da MLS.

## Seleção Japonesa
Hirano estreou na Seleção Japonesa em 1997, e participou de duas partidas da Copa de 1998, sempre como substituto.